# 2С12 «Сани»
2С12 «Сани» — радянський мінометний комплекс, що складався з 120-мм міномета 2Б11 та вантажівки ГАЗ-66 для його транспортування.

## Склад
До складу комплексу «Сани» входять: транспортна машина 2Ф510 на базі ГАЗ-66, 120-мм міномет 2Б11, колісний хід 2Л81.

## Модифікації
- 2С12 — базовий варіант - міномет 2Б11 на шасі ГАЗ-66[2]
- 2С12А — модернізація - російський міномет 2Б11 на шасі двовісного Урал-43206[2]
- 2С12А — модернізація - російський міномет 2Б11 на шасі тривісного Урал-43206 з бронекабіною та бронекапсулою в кузові[3]
- 2С12Б або Дилемма-2С12 — самохідний міномет на шасі МТ-ЛБ[2]
- «Тунджа-Сани» — самохідний міномет на базі МТ-ЛБ, як основне озброєння використовується міномет 2Б11, який встановлюється в корпус тягача
  - SMM 74 B1.10 «Tundzha-Sani» — болгарський ліцензійний

## ТТХ

### 120-мм мінометний комплекс 2С12 «Сани»
- маса міномета 2Б11 (бойове положення): 210 кг;
- маса колісного ходу: 115 кг;
- маса мінометного комплексу з транспортною машиною 2Ф510А (на шасі Урал-43206-0651 з боєкомплектом): 11020 кг;
- максимальна початкова швидкість міни: 325 м/с;
- прицільна швидкострільність: до 10 постр./хв.;
- максимальна дальність стрільби: 7100 м;
- мінімальна дальність стрільби: 480 м;
- час переводу міномета з похідного положення в бойове і назад: не більше 3 хв.;
- штатний боєкомплект: 56 мін;
- швидкість руху при буксуванні міномета на колісному ходу:
  - по бездоріжжю, по ґрунтовій та кам'яній дорозі на невеликі відстані (5…10 км): не більше 20 км/год;
  - по асфальтовому чи бетонному шосе у випадку необхідності на невеликі відстані (30 км): не більше 60 км/год.

#### 120-мм міномет 2Б11
Компоненти 120-мм міномету 2Б11:
- ствол,
- запобіжник від подвійного заряджання,
- двонога-лафет,
- опорна плита,
- приціл МПМ-44М.

Ствол призначений для здійснення вистрілу і надання міні початкової швидкості в заданому напрямку. Складові:
- труба,
- казенник,
- обтюруюче кільце.

## Інциденти
8 серпня 2017 року близько 04.25 години на бойовій позиції поблизу Мар'їнки Донецької області, відбувся розрив міни в каналі стволу 120 мм міномету 2С12 «Сани», 2 українських військовиків загинуло. За даними Генпрокуратури України, вибух стався внаслідок порушення військовослужбовцями правил поводження зі зброєю.

## Оператори
- Україна: 190, станом на 2021 рік[5].

## Галерея

Навчання обслуги 2С12А
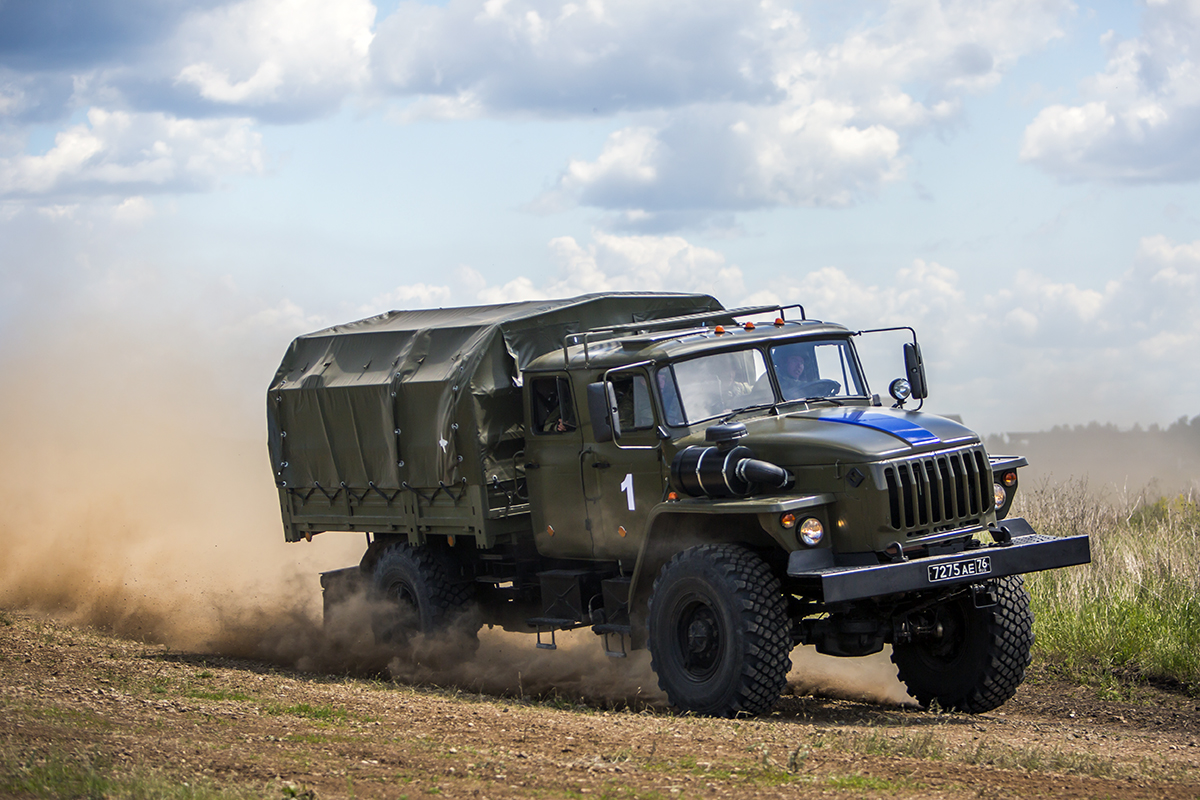
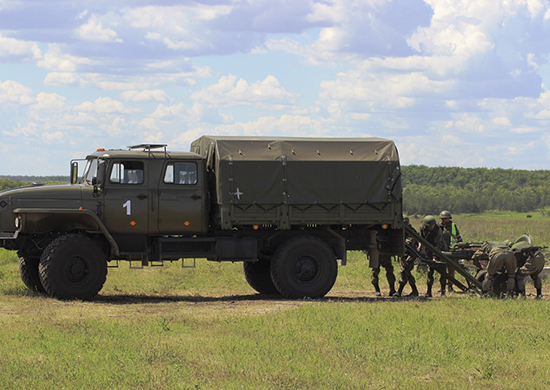
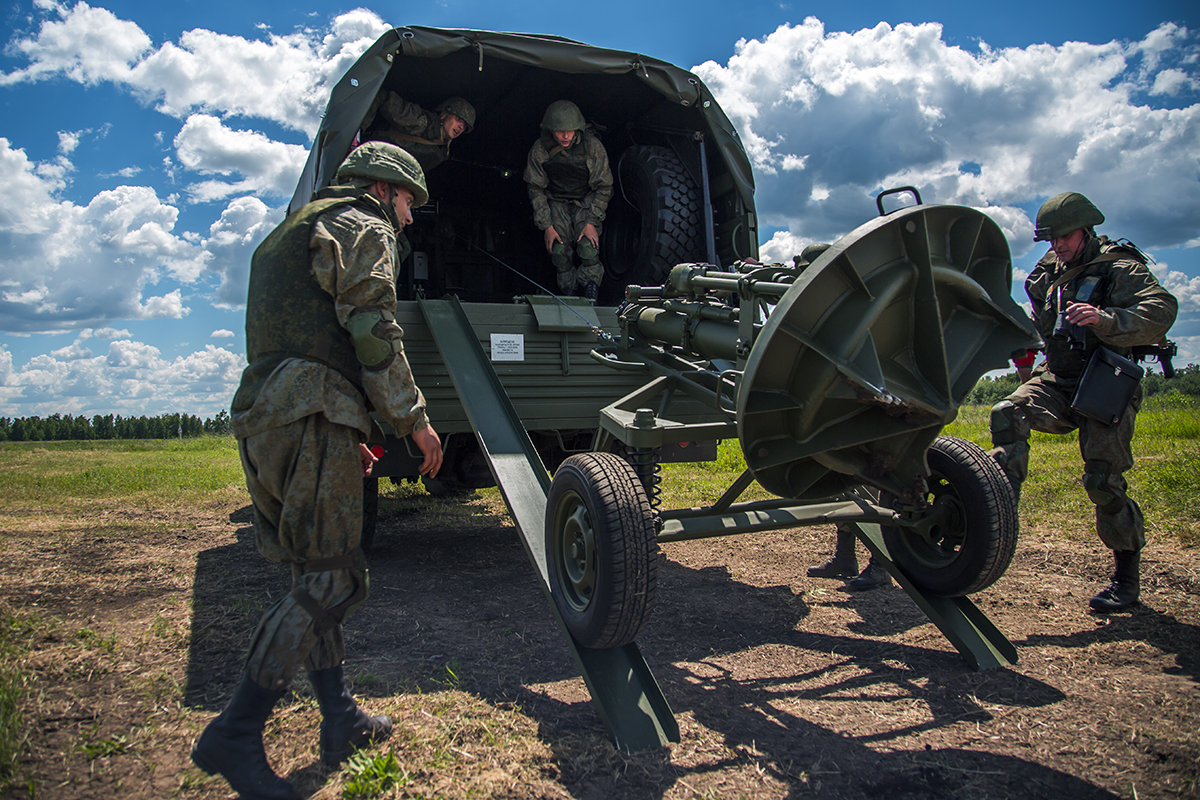
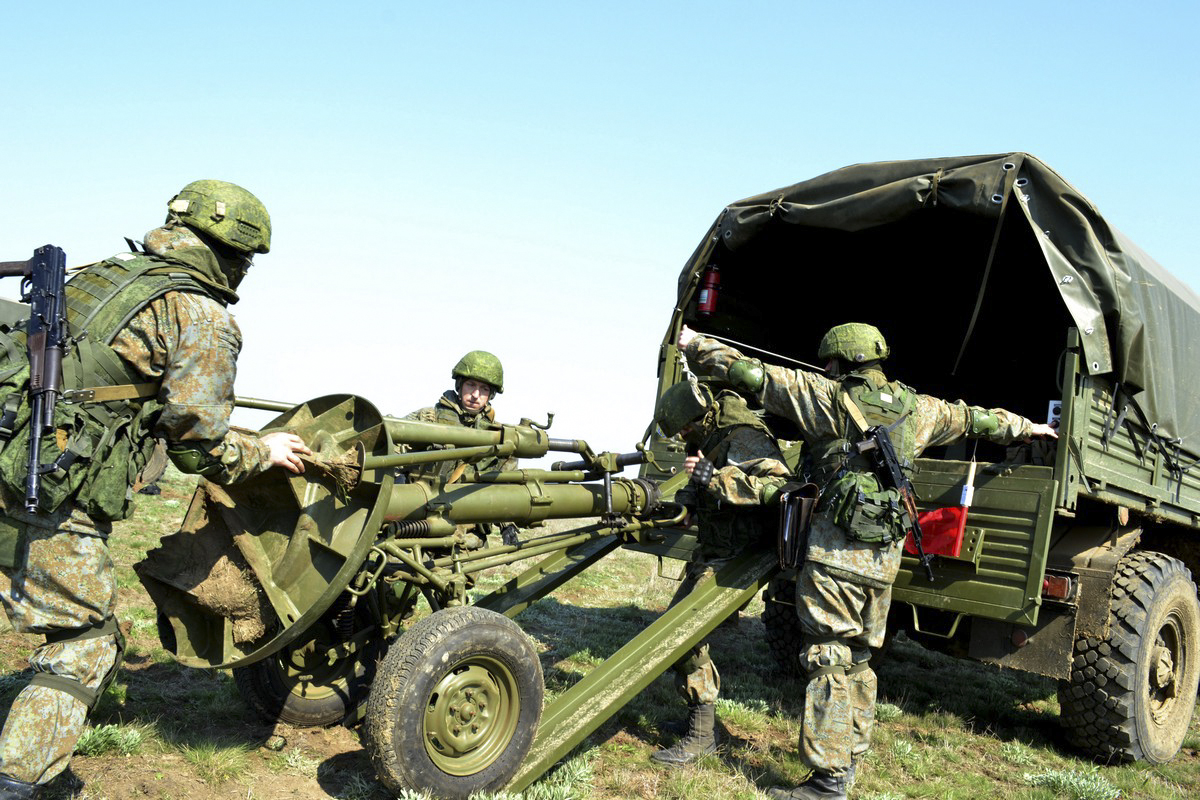